# Mbarara
Mbarara je město v Ugandě. Je druhým nejlidnatějším městem v zemi po Kampale, hlavním městě Ugandy. Leží v ugandském Západním regionu a k roku 2014 čítala 195 013 obyvatel. Městem je Mbarara oficiálně od července 2020. Leží 270 kilometrů jihozápadně od Kampaly a asi 140 kilometrů západně od Masaky.  
Mbarara je důležitým dopravním uzlem v regionu i díky své blízkosti k Národnímu parku Lake Mburo. Ve městě od roku 1989 sídlí Univerzita v Mbaraře. Deset kilometrů severozápadně od města dále leží Letiště Mbarara. 